# Jefferson City (Tennessee)
Jefferson City é uma cidade localizada no estado norte-americano de Tennessee, no Condado de Jefferson.

## Demografia
Segundo o censo norte-americano de 2000, a sua população era de 7760 habitantes.
Em 2006, foi estimada uma população de 8028, um aumento de 268 (3.5%).

## Geografia
De acordo com o United States Census Bureau tem uma área de
13,8 km², dos quais 13,7 km² cobertos por terra e 0,1 km² cobertos por água. Jefferson City localiza-se a aproximadamente 388 m acima do nível do mar.

## Localidades na vizinhança
O diagrama seguinte representa as localidades num raio de 20 km ao redor de Jefferson City.